# Xã Brant, Michigan
Xã Brant (tiếng Anh: Brant Township) là một xã thuộc quận Saginaw, tiểu bang Michigan, Hoa Kỳ. Năm 2010, dân số của xã này là 2.012 người.